# アンソニー・ソロモン
アンソニー・モートン・ソロモン（Anthony Morton Solomon、1919年12月27日 - 2008年1月15日）は、米国カーター政権時代の金融担当財務次官。1980年から1984年にかけてはニューヨーク連邦準備銀行総裁を務めた。

## 青年期と教育
ニュージャージー州アーリントン生まれで、シカゴ大学で1941年に経済学士号を取得、その後ハーバード大学で経済学修士（1948年）および博士号（1950年）を取得した。

## キャリア
政府機関に関わるようになったのは、フランクリン・ルーズベルト大統領によりイランにおける経済問題のコンサルタント職に任命されたことがきっかけだった。おかげで陸軍に徴兵された際には大統領オフィスからの手紙一通で兵役免除となった。1960年代初頭にはジョン・F・ケネディの下でミクロネシア信託統治領の経済調査団長を務めた。
ジョンソン大統領時代の1965年から1969年にかけて国務次官補（経済問題担当）、次いで1977年から1980年にかけては金融担当財務次官を務めた。このカーター政権時代には、ホメイニ によるパーレビ追放後のイラン金融資産凍結に深く関与した。
1980年1月21日にニューヨークの連邦準備銀行の総裁に任命された。

## 私生活
2006年のピーターソン国際経済研究所発足時の主要ドナーであった。2008年1月18日、腎不全により死亡。

## 参照資料
1. ↑  Schudel, M. (27 January 2008.) Anthony M. Solomon, 88; Adviser to 3 presidents on world economics. Washington Post.
2. 1 2  Hevesi, Dennis (2008年1月19日). “Anthony Solomon, Finance Policy Maker, Is Dead at 88”. The New York Times 2009年8月20日閲覧. "Anthony M. Solomon, a former president of the Federal Reserve Bank of New York and an influential behind-the-scenes financial policy maker in three presidential administrations and at the World Bank, died Friday at his home in Manhattan. He was 88. The cause was kidney failure, his son, Adam, said."
3. ↑  Bennett, Robert A. (1980年1月22日). “Federal Reserve Names Solomon New York Chief”. The New York Times
4. ↑  “Institute for International Economics renamed in honour of founding chairman Peter G. Peterson”.   The Peterson Institute (2006年10月24日). 2019年10月20日閲覧。